# Kävlinge HK
Kävlinge HK är en handbollsklubb från Kävlinge i Skåne län, bildad 1969. Klubben har ungdomsverksamhet och seniorverksamhet på både herr- och damsidan. Damlaget har spelat i högsta serien under två säsonger, säsongen 1978/1979 samt säsongen 2000/2001. Herrlaget har som högst spelat i division 1 södra, senast säsongen 2007/2008. Säsongen 2017/2018 spelar damlaget i division 2 och herrlaget i division 3.

## Spelare i urval
- Kim Andersson
- Joakim Bäckström
- Emma Friberg
- Anders Hallberg
- Anton Månsson
- Ola Månsson
- Björn Nordmark